# Simon István (költő)
Simon István (Bazsi, 1926. szeptember 16. – Sümeg, 1975. július 7.) magyar költő, műfordító, esszéíró, szerkesztő, országgyűlési képviselő, egyetemi tanár.

## Élete

### Ifjúkora
Szegényparaszti családban született a Zala vármegyei Bazsin. Édesapja Simon István, édesanyja Mosner Gizella volt.
Elemi iskolába szülőfalujában járt, a gimnáziumot Sümegen végezte. 1947-ben befejezte félbehagyott középiskolai tanulmányait és leérettségizett. 1948-tól Népi-, majd Eötvös-kollégistaként a Budapesti Tudományegyetem bölcsészkarán tanult, ahol 1952-ben kapott magyar–német szakos tanári oklevelet.

### Pályafutása

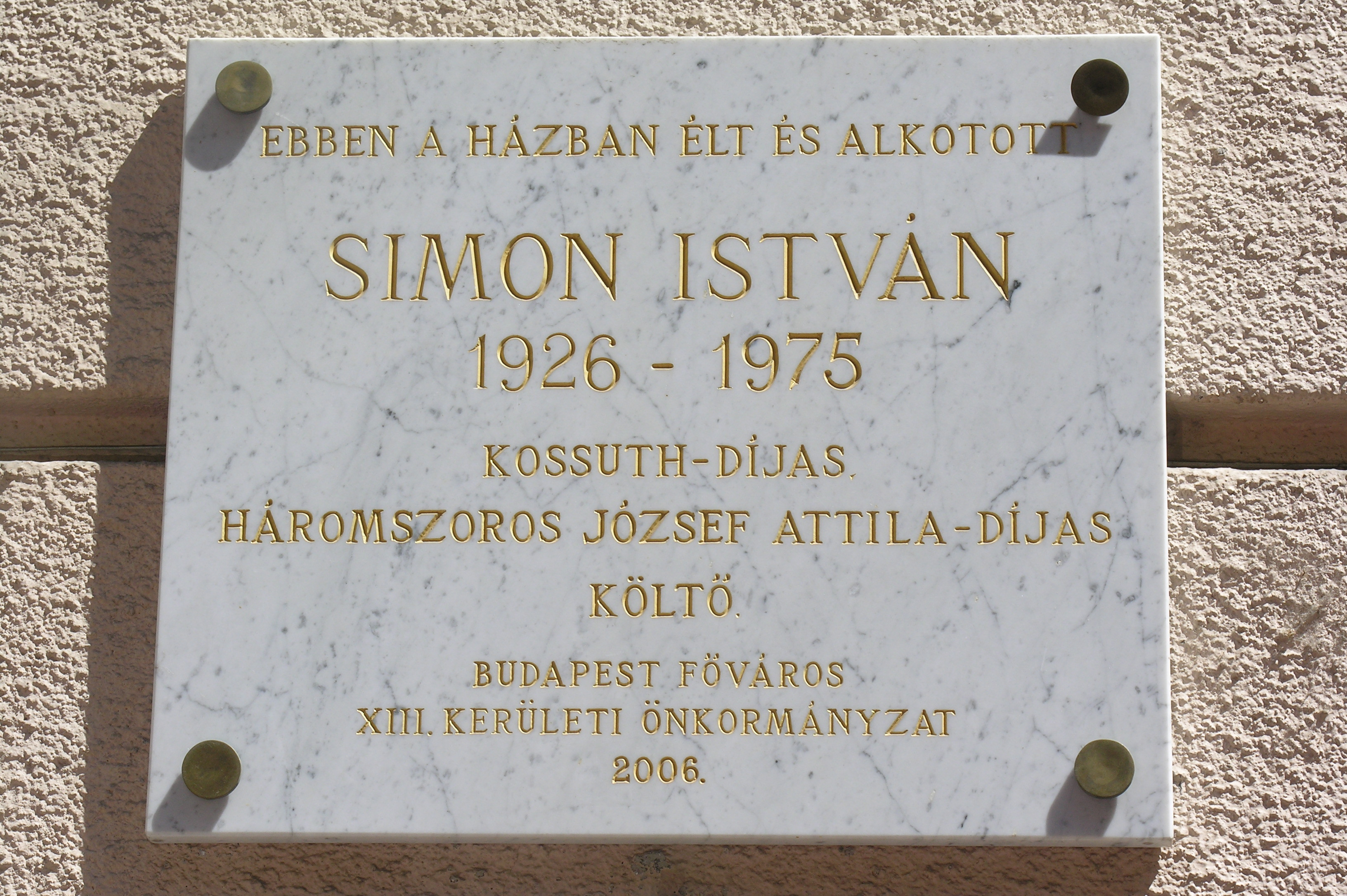
Emléktáblája egykori lakóhelyén
(XIII. ker., Raoul Wallenberg utca 7)

1944 decemberében behívták katonának, majd szovjet hadifogságba esett. 1947-ben tért haza. 1948-tól a Csillag és az Új Hang közölt tőle verseket. 1952–1955 között a Szabad Nép kulturális rovatának munkatársa volt. 1955–1956-ban az Új Hang főszerkesztője volt. 1957-től a Kortárs egyik alapítója és rovatvezetője, 1964–1971 között főszerkesztője volt. 
1963-tól országgyűlési képviselő volt. 1971-től haláláig (1975) a Színház- és Filmművészeti Főiskola magyar irodalom tanára, ugyanettől az évtől a Magyar Írók Szövetségének titkára, 1974-től főtitkárhelyettese volt.
Bazsin helyezték örök nyugalomra. Bronzból készült síremléke és domborműve (1981) Laczkó Ibolya (1942–1995) szobrászművész és kiváló művész munkája.

## Költészete
A fényes szelek nemzedékével érkezett az irodalmi életbe. Pályakezdő versei a falusi élet idilli képei. A forradalom utáni időszak lírai önelszámolásra késztette. Az 1960-as, 1970-es években az életképszerű jelenetezést gondolati igényesség váltotta fel, az elmúlástudat problémái foglalkoztatták.

## Művei
- Egyre magasabban. Versek; Katolikus Agrárifjúsági Legényegylet, Bazsi, 1944
- Tanú vagyok. Versek; Szépirodalmi, Bp., 1950
- Hajnali lakodalmasok. Versek; Szépirodalmi, Bp., 1952
- Érlelő napok. Versek; Szépirodalmi, Bp., 1953
- Nem elég; Szépirodalmi, Bp., 1955
- Himnusz az értelemhez; Szépirodalmi, Bp., 1956
- Felhő árnyéka; Magvető, Bp., 1956
- Pacsirtaszó. Versek. 1949–1957; Magvető, Bp., 1958
- A Jangce vitorlái. Versek Kínából, Vietnamból és Koreából; Magvető, Bp., 1959
- Februári szivárvány. Versek; Szépirodalmi, Bp., 1959
- Almafák. Versek. 1959–1962; Magvető, Bp., 1962
- A virágfa árnyékában. Tanulmányok, kritikák, cikkek. 1953–1963; Szépirodalmi, Bp., 1964
- Gyümölcsoltó. Versek. 1949–1963; Magvető, Bp., 1964
- Szőlő és gesztenye; Szépirodalmi, Bp., 1966
- Verőfény. Simon István válogatott versei. 1943–1966; Magvető, Bp., 1968
- Forró égöv alatt. Útirajzok Vietnámból, Egyiptomból és Kubából; Magvető, Bp., 1969
- Gyalogútról a világba; bőv. kiad.; Magvető, Bp., 1970
- A magyar irodalom; Gondolat, Bp., 1973
- Örök körben. Válogatott és új versek. 1943–1973; Szépirodalmi, Bp., 1973
- Rapszódia az időről; Szépirodalmi, Bp., 1975
- Bakony; fotó Reismann János, szöveg Simon István; Corvina, Bp., 1973 (németül is)
- Gyönyörű terhem; Szépirodalmi, Bp., 1976
- Írószobák; bibliográfia Zalán Vince; Gondolat, Bp., 1976
- A magyar irodalom; képanyag vál. Koroknai István; 2. bőv. kiad.; Gondolat, Bp., 1979
- A sümegi vadgesztenyék; utószó Ferenczi László; Móra, Bp., 1979
- Simon István válogatott versei; vál., szerk., előszó Garai Gábor; Kozmosz Könyvek, Bp., 1980 (A magyar irodalom gyöngyszemei)
- Szemek emléke. Válogatott versek; vál., szöveggond. Győri János; Szépirodalmi, Bp., 1986
- Váci Mihály–Simon István–Garai Gábor: Valami nincs sehol. Válogatott versek; vál., szerk. Baranyi Ferenc; Papirusz Book, Bp., 2003
- Mirza; Forma-Art, Bp., 1989

## Díjai
- József Attila-díj (1952, 1954, 1967)
- Kossuth-díj (1955)
- Batsányi-díj (1967)
- SZOT-díj (1971)
- Graves-díj (1976)